# T-Fest
Кирилл Игоревич Незборецкий (укр. Кирило Ігорович Незборецький; род. 8 мая 1997 года, Черновцы, Украина), более известный под псевдонимом T-Fest (рус. Ти-Фест) — украинский рэпер и автор песен.

## Биография
Кирилл Незборецкий родился в городе Черновцы в семье врача. Учился в музыкальной школе по классу фортепиано, но, проучившись 1 год, так её и не окончил.
В 2014 году изменил звучание и начал работать в стиле трэп. Выпустил трек «Правда». После этого два года о T-Fest’е не было слышно.
20 января 2016 в своей группе «ВКонтакте» объявил о перезагрузке своего творчества и выложил трек «Перезагрузка». Причём теперь у Кирилла был новый внешний вид, на его голове отныне были френчи (французские косички).
Через месяц выпустил клип «Мама разрешила». После этого новые синглы и клипы пошли один за другим, так что исполнитель стабильно находился в поле зрения меломанов и прессы.
После этого T-Fest снова исчез на полгода, вернувшись с треком «Одно я знал / Выдох», который вызвал большой резонанс и набрал на площадке YouTube свыше 50 млн просмотров (на 2021 год). Спустя неделю Кирилл представляет публике свой первый альбом «0372», название которого отсылает к телефонному коду родного города исполнителя.
Молодой исполнитель начинает набирать обороты, и его начинают замечать различные интернет СМИ, а также другие известные исполнители СНГ, в том числе и казахский музыкант, продюсер, битмейкер Скриптонит. Музыкант предложил парню записать совместный трек, и уже в марте 2017 года они презентуют новый клип под названием «Ламбада»
Вскоре, по совету Скриптонита, Кирилл заключает контракт с российским музыкальным лейблом Gazgolder, владельцами которого являются Василий Вакуленко, Евгений Антимоний и другие.
В октябре 2017 года Незборецкий выпустил свой второй студийный сольный альбом «Молодость ‘97», в который вошло 14 песен. Одноимённую композицию артист исполнил в конце популярного шоу «Вечерний Ургант» на Первом канале.
В 2018 году представляет студийный альбом «Иностранец».
В 2019 году представляет студийный альбом «Цвети либо погибни». Композицию «Человек» из этого альбома артист исполнил на шоу «Вечерний Ургант» на Первом канале.
В 2020 году представляет альбом «Выйди и зайди нормально» и мини-альбом «Любовь/грустно».
7 декабря 2020 года состоялась премьера документального фильма о T-Fest «Мама, я еду домой. Пролог». В нём показаны главные события в жизни и карьере Кирилла.
После вторжения России на Украину разорвал контракт с российским лейблом Gazgolder, заявив: «Все люди, которые, слава богу, сидят в безопасном месте, мониторят интернет и пытаются понять, у кого какая позиция. Я украинец. Какова может быть моя позиция?». Также T-Fest отметил, что все ранее анонсированные выступления на территории России отменены.
В 2022 представляет альбом «Лучше никогда, чем поздно», куда вошли старые песни Кирилла, перепетые в хоровом сопровождении и мини-альбом «Черновицкие понты»
В 2023 представляет альбом «Geek».

## Семья
- Отец — Игорь Владимирович Незборецкий, начальник управления здравоохранения Черновицкого городского совета[11], заслуженный врач Украины.
- Мать — Елена Юрьевна Незборецкая, предприниматель.
- Брат — Максим Игоревич Незборецкий, музыкант, известный под псевдонимом Makrae.

## Дискография

### Студийные альбомы
| Год  | Название                |
| ---- | ----------------------- |
| 2017 | 0372                    |
| 2017 | Молодость 97'           |
| 2018 | Иностранец              |
| 2019 | Цвети либо погибни      |
| 2020 | Выйди и зайди нормально |
| 2023 | Geek                    |
| 2025 | The Europe Tapes        |

### Мини-альбомы
| Год  | Название          |
| ---- | ----------------- |
| 2020 | Любовь/грустно    |
| 2022 | Черновицкие понты |
| 2025 | Madonnina         |

### Сборники
| Год  | Название                                             |
| ---- | ---------------------------------------------------- |
| 2022 | Лучше никогда, чем поздно (при участии LEMNI GOSPEL) |

### В качестве ведущего исполнителя
| Год  | Название                                                      |
| ---- | ------------------------------------------------------------- |
| 2017 | «Ламбада» (feat. Скриптонит)                                  |
| 2017 | «Приглашение на Gazgolder Live» (при участии Скриптонита)     |
| 2017 | «Отрава» (при участии SIX-O, Truwer)                          |
| 2017 | «Улети»                                                       |
| 2018 | «Улыбнись солнцу»                                             |
| 2018 | «На волну»                                                    |
| 2018 | «Иностранец»                                                  |
| 2018 | «Не помню»                                                    |
| 2019 | «Search Me Up» (при участии Lil Toe)                          |
| 2019 | «Люди любят дураков»                                          |
| 2019 | «Хитрая»                                                      |
| 2019 | «Одну дверь» (при участии Скриптонита, Makrae, BMB, Spacekid) |
| 2019 | «PAPI» (при участии Michelle Andrade)                         |
| 2021 | «Как дела»                                                    |
| 2021 | «Тишина Freestyle»                                            |
| 2021 | «Cayendo» (при участии Доры)                                  |
| 2021 | «Время догонит нас»                                           |
| 2021 | «Я тоже»                                                      |
| 2021 | «Не бесконечно»                                               |
| 2021 | «Чисто для опыта»                                             |
| 2021 | «Изменчивый мир» (при участии Feduk)                          |
| 2021 | «Двойной со льдом» (при участии Эрика Лундмоен)               |
| 2022 | «Помутнел алый закат»                                         |
| 2022 | «Solitude»                                                    |
| 2022 | «Churchill Downs Freestyle»                                   |
| 2022 | «Дай менi звикнути»                                           |
| 2023 | «Говори сразу» (при участии Sимптом)                          |
| 2023 | «Shooter»                                                     |
| 2023 | «Не ярко» (при участии Makrae)                                |
| 2023 | «Пацаны будут пахать»                                         |
| 2023 | «Не родня»                                                    |
| 2023 | «Пока не сядет рупор»                                         |
| 2024 | «Heaven» (при участии Kyol)                                   |
| 2024 | «Общая забота» (при участии Sимптом)                          |
| 2024 | «lux» (при участии Скриптонит)                                |
| 2024 | «Milena» (при участии Edvan)                                  |
| 2024 | «Разбуди меня»                                                |
| 2024 | «Ага, ну» (при участии Скриптонит)                            |
| 2024 | «Соври мне»                                                   |
| 2024 | «4 am in London»                                              |
| 2024 | «Мне пора» (при участии ENTYPE)                               |
| 2024 | «Иногда»                                                      |
| 2025 | «LØØK AT ME» (при участии M.C.A.)                             |
| 2025 | «Давай сконнектимся»                                          |
| 2025 | «Прониклась мной»                                             |

### В качестве приглашённого исполнителя
| Год  | Сингл                                                          |
| ---- | -------------------------------------------------------------- |
| 2018 | «Мультибрендовый» (Скриптонит при участии 104, T-Fest и Niman) |
| 2019 | «3х3» (Gruppa Skryptonite при участии 104 и T-Fest)            |
| 2021 | «По мозгам» (DJ Smash при участии Poët и T-Fest)               |
| 2021 | «Хуракан» (Barz при участии T-Fest)                            |
| 2022 | «Время-деньги» (Barz при участии T-Fest)                       |
| 2022 | «Virtual Love» (thot$14er при участии T-Fest)                  |

### Гостевое участие
| Год  | Название           | Исполнитель  | Альбом                 |
| ---- | ------------------ | ------------ | ---------------------- |
| 2010 | «Гори со мной»     | Schokk       | Старый Хлам            |
| 2017 | «На виду»          | Markul       | Tranzit                |
| 2017 | «Пятикратно»       | 104, Truwer  | Сафари                 |
| 2020 | «Не целуясь»       | Мумий Тролль | Призраки Завтра        |
| 2020 | «Беготня»          | Райда        | Love story. Act 2      |
| 2020 | «Кстати»           | Баста        | Баста 40               |
| 2023 | «Мультибрендовый»  | Скриптонит   | UPGRADED               |
| 2024 | «ПОДРОСЛА»         | Makrae       | UNSENT VOICEMAILS      |
| 2024 | «НАВСЕГДА!»        | ARUSTAMOV    | ДОРОГАЯ, БОЛЬ!         |
| 2024 | «RADIO CITY GIRLS» | SALUKI, LUVU | BOLSHIE KURTKI         |
| 2024 | «витрины»          | кухня        | все псы попадают в рай |
| 2024 | «1, 2»             | Скриптонит   | безмятежность.exe      |

## Видеография
| Год  | Сингл                                          |
| ---- | ---------------------------------------------- |
| 2015 | «Мама Разрешила»                               |
| 2016 | «Новый день»                                   |
| 2017 | «Одно я знал/Выдох»                            |
| 2017 | «Не Забывай»                                   |
| 2017 | «Ламбада» (feat. Скриптонит)                   |
| 2017 | «Улети»                                        |
| 2018 | «Грязь»                                        |
| 2018 | «Иностранец»                                   |
| 2018 | «Окно»                                         |
| 2018 | «Мультибрендовый» (Скриптонит feat. 104,Niman) |
| 2019 | «Скандал» (feat. Баста)                        |
| 2019 | «Search Me Up» (feat. Lil Toe)                 |
| 2019 | «Люди любят дураков»                           |
| 2019 | «3x3» (Gruppa Skryptonite feat. 104)           |
| 2019 | «Человек»                                      |
| 2019 | «Злой Мишка»                                   |
| 2020 | «Грустно»                                      |
| 2021 | «Тишина Freestyle» (feat. Lemni Gospel)        |
| 2022 | «Время-деньги» (feat. Barz)                    |
| 2022 | «Chutchill Downs Freestyle»                    |
| 2023 | «Не родня»                                     |
| 2024 | «Sold out»                                     |
| 2024 | «lux» (feat. Скриптонит)                       |
| 2025 | «Музыка спасла меня»                           |
| 2025 | «Ни вчера, ни завтра»                          |

## Чарты
| Песня                            | Чарт (2017)                                              | Место | Ист.          |
| -------------------------------- | -------------------------------------------------------- | ----- | ------------- |
| T-Fest и Скриптонит — «Ламбада»  | VK TOP 2017 (VK Music Awards)                            | 3     | [ 24 ] [ 25 ] |
| T-Fest и Скриптонит — «Ламбада»  | Apple Music Топ-песни 2017 года                          | 23    | [ 26 ]        |
| T-Fest и Скриптонит — «Ламбада»  | TopHit YouTube — Top Year-End Hits                       | 44    | [ 27 ]        |
| T-Fest — «Улети»                 | Apple Music Топ-песни 2017 года                          | 25    | [ 26 ]        |
| T-Fest — «Улети»                 | TopHit Top Radio & YouTube Hits 2017                     | 67    | [ 28 ]        |
| T-Fest — «Улети»                 | TopHit Radio — Top Year-End Hits                         | 121   | [ 29 ]        |
| T-Fest — «Улети»                 | TopHit City & Country Radio — Top Year-End Hits (Russia) | 113   | [ 30 ]        |
| T-Fest — «Улети»                 | TopHit YouTube — Top Year-End Hits                       | 26    | [ 27 ]        |
| T-Fest — «Одно я знал / Выдох»   | TopHit YouTube — Top Year-End Hits                       | 149   | [ 27 ]        |
| Песня                            | Чарт (2018)                                              | Поз.  | Ист.          |
| T-Fest и Скриптонит — «Ламбада»  | Apple Music Топ-100 в России: 2018 год                   | 58    | [ 31 ]        |
| T-Fest и Скриптонит — «Ламбада»  | TopHit YouTube — Top Year-End Hits                       | 188   | [ 32 ]        |
| T-Fest — «Улети»                 | Apple Music Топ-100 в России: 2018 год                   | 26    | [ 31 ]        |
| T-Fest — «Улети»                 | TopHit Radio & YouTube — Top Year-End Hits 2018          | 85    | [ 33 ]        |
| T-Fest — «Улети»                 | TopHit Radio — Top Year-End Hits                         | 149   | [ 34 ]        |
| T-Fest — «Улети»                 | TopHit City & Country Radio — Top Year-End Hits (Russia) | 133   | [ 35 ]        |
| T-Fest — «Улети»                 | TopHit YouTube — Top Year-End Hits                       | 77    | [ 32 ]        |
| T-Fest — «Скандал» (feat. Баста) | Apple Music Топ-100 в России: 2018 год                   | 76    | [ 31 ]        |

## Премии и номинации
| Год  | Премия                                          | Номинант         | Категория             | Результат |
| ---- | ----------------------------------------------- | ---------------- | --------------------- | --------- |
| 2017 | Российская национальная музыкальная премия 2018 | T-Fest — «Улети» | Танцевальный хит года | Номинация |
| 2018 | Премия RU.TV 2018                               | T-Fest — «Улети» | Лучший старт          | Номинация |
| 2018 | Премия Муз-ТВ 2018                              | T-Fest           | Прорыв года           | Номинация |